# 항공대총감국
항공대총감국(독일어: Inspektion der Fliegertruppen 약자 Idflieg)은 제1차 세계대전 시기 독일 제국의 공군 행정을 관장한 부서다.
1911년 독일 제국 항공대의 일부로서 설립되었다. 비행기 제식명 결정(항공대총감국 항공기 명명법) 등 행정업무를 총괄했다.

## 역대 총감
- 대령 발터 폰 에버하르트(1913년-1914년)
- 소령 리하르트 뢰테(1914년-1916년)
- 소령→중령 빌헬름 지게르트(1916년-1918년)
- 대위 빌헬름 하에넬트(1918년-1919년)

## 같이 보기
- 항공대총감국 항공기 명명법